# サブアロケーション
サブアロケーションとは、IPアドレス割り当て方式の名称で、/24(256hosts/Class C)より小さな(/24は含まれない)サイズのIPアドレス割り当ての事。
/25,/26,/27,/28,/29,/30のIPアドレス割り当てが対象となる。
/24より小さなIPアドレス割り当ては、JPNIC規則上、サブアロケーションアドレス内でしか行うことができない。
サブアロケーション登録は通常、IPアドレス管理事業者（以下「管理事業者」と略称する。）の名義で行われる。サブアロケーションアドレスは、管理事業者の顧客向けに割り振りされたIPアドレスであって、管理事業者自身が利用することは認められていない為、管理事業者自身に割り当てされているIPアドレスと区別する必要がある。その為、whois情報では、サブアロケーションである旨が記録されている。（ネットワーク名が「SUBA-XXX-XXX」という形式で登録されているものがサブアロケーションアドレスである。）
サブアロケーションアドレス内での割り当ても、エンドユーザーの情報がwhois情報に記録される。
但し、サブアロケーションでネットワーク登録されると、サブアロケーション内に異なる組織のIPアドレスが割り当てされていたとしても、逆引きネームサーバは、JPNIC登録上では、同じネームサーバとなる為、自社ネームサーバを登録することはできない。通常は、管理事業者がサブアロケーションの逆引きネームサーバを管理しているが、どうしても自社ネームサーバで運用したい場合は、管理事業者に連絡し、管理事業者のネームサーバに逆引き権限の移譲を設定してもらうことが必要となるが、結局はまず、管理事業者のネームーサーバにDNS問い合わせを行い、その問い合わせで自社ネームサーバが返答されることから、管理事業者のネームサーバがダウンしていると、自社サーバで設定されていても、逆引きは解決できないという問題もある。

## サブアロケーションの仕組み
1. ICANN
↓(一括割り振り)
2. APNIC
↓(一括割り振り)
3. JPNIC
↓(割り振り)
4. IPアドレス管理事業者
↓(割り振りされたIPアドレスの全部又は一部をサブアロケーション申請)
5. サブアロケーション登録
↓(/24より小さな割り当て)
6. エンドユーザーネットワークへ割り当て

※ /24以上の申請は、5（サブアロケーション登録）を省略して、直接6（エンドユーザーネットワークへの割り当て）を行うことができる。

## 参考資料
サブネットマスクと含まれるアドレスの関係